# Babyphone
Ne doit pas être confondu avec Baby Phone.

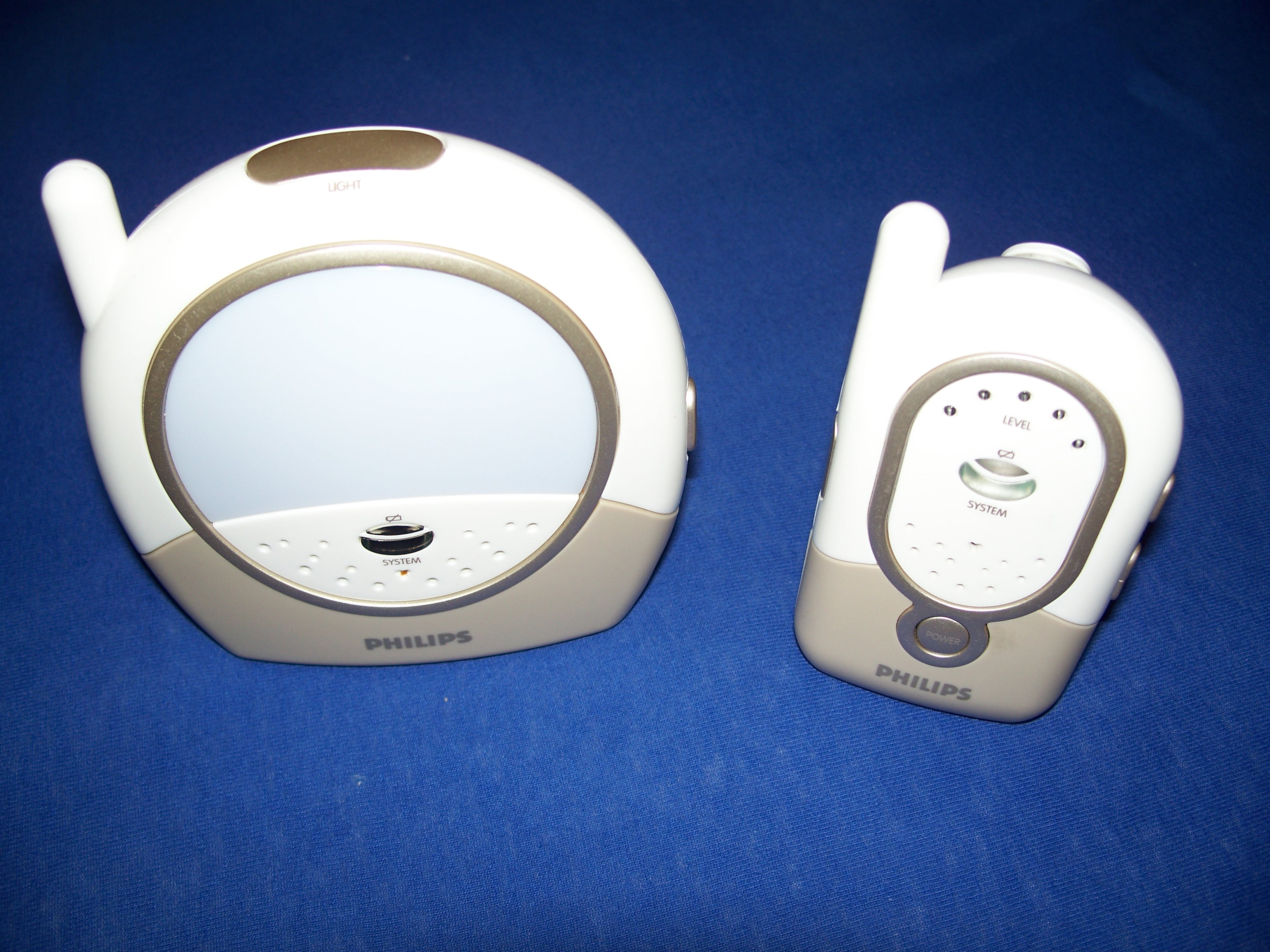
Exemple de babyphone de la marque Philips.

Un babyphone, ou écoute-bébé, est un dispositif de radiodiffusion utilisé pour écouter à distance des sons émis par un bébé. Il se compose de deux parties :
- un émetteur équipé d'un microphone, placé près de l'enfant, qui transmet les sons par ondes radio :
- un récepteur, équipé d'un haut-parleur, placé près de la personne qui s'occupe de l'enfant.

L'une des principales utilisations du babyphone est de permettre aux parents d'entendre quand un enfant, hors de portée d'écoute, se réveille.
Certains babyphones fournissent une communication bidirectionnelle qui permet de parler en retour à l'enfant. D'autres modèles sont équipés d'une caméra sur l’émetteur et d'un écran sur le récepteur, permettant de voir l'enfant ; ils sont alors appelés « babycam ».

## Historique

### Origine
Le premier babyphone était le « Nurse Radio », créé en 1937 par la société américaine Zenith Radio Corporation à la suite de l'affaire du bébé Lindbergh, l'enlèvement en 1932 de l'enfant de l'aviateur américain Charles Lindbergh.

### Produits modernes
L'avancée technologique et l'omniprésence des smartphones permet aujourd'hui d'avoir des babyphones connectés directement à un téléphone, et ainsi d'augmenter virtuellement à l'infini la distance d'écoute. Ces types de babyphones sont connectés en Wi-Fi au réseau domestique et sont contrôlables à distance via une application sur smartphone. Ils sont souvent équipés d'une caméra en plus d'un microphone, ce qui permet au parent de voir et entendre l'enfant simultanément.

## Sécurité
Aucune étude scientifique n'ayant encore été menée sur la dangerosité éventuelles des rayonnements du babyphone, il ressort d'une enquête de l'Office fédéral de la santé publique suisse (OFSP) que le principe de précaution doit s'appliquer en recommandant aux parents de choisir les appareils qui émettent le moins d'ondes, certains babyphones pouvant rayonner respectivement 10 mw ou 20 mw, voire 250 mw. L'OFSP et le président de l'association Santé Environnement France recommandent ainsi de privilégier les appareils munis de l'option VOX, qui ne rayonnent qu'en présence de bruits, le babyphone devant ensuite être placé à un mètre minimum du lit du bébé et n'être activé que lorsque sa fonction est nécessaire.